# Centropus melanops
Cucal-de-faces-pretas (Centropus melanops) é uma espécie de ave da família Cuculidae.
É endémica das Filipinas.
Os seus habitats naturais são: florestas subtropicais ou tropicais húmidas de baixa altitude.